# Johann Christian Bracke
Johann Christian Bracke († 4. Juli 1710 in Wolfenbüttel) war ein braunschweigischer Müller. Er war Müller der Wolfenbütteler Dammmühle und braunschweigisch-lüneburgischer Hofzimmermeister. In amtlichen Quellen wird er zuerst Christian und später, als Hofzimmermeister, Hans genannt.

## Leben
Bracke stammte aus einer Müllerfamilie. Sein Vater war Barthold Bracke, der die Mühle am Mahner Teich in Klein Mahner hatte. Brackes Bruder Harmen war zunächst Müller der Nieder-Amtsmühle in Lutter am Barenberge. Er pachtete im Jahr 1672 die herzogliche Mühle in Wendessen. Drei Jahre später, 1675, erwarb Harmen die Wassermühle in Groß Denkte auf Erbpacht. Dort lebten nacheinander sieben Müllergenerationen. Sie waren die Vorfahren Wilhelm Brackes, dem Mitbegründer der Sozialdemokratischen Arbeiterpartei, Verleger und Publizist aus Braunschweig.
Bracke heiratete im Jahr 1863 in der Marienkirche Catharina Matthias, Tochter des Böttchers Hans Mathias aus Kissenbrück und das Ehepaar bekam fünf Kinder. Hans Bracke war zunächst ein Zimmermann im „Gotteslager“, einem Teil der neuangelegten Siedlungen außerhalb der Heinrichstadt, in dem das Holz über die Oker angelandet und gelagert wurde.
Seine spätere Tätigkeit als Hofzimmermeister, insbesondere ein Teil seiner Aufträge vom fürstlichen Hof, sind in den Rechnungsbüchern des fürstlichen Hofes dokumentiert. Hans Bracke war sowohl Zimmermann als auch Müller. In verschiedenen Einträgen in Taufbüchern ist er Pate bei nahen Verwandten und wird als Müller der Dammmühle in Wolfenbüttel angegeben. Die Mühlen waren für die damaligen Verhältnisse anfällige Anlagen, die regelmäßig gewartet werden mussten und somit auch einen hohen Sachverstand erforderten. Der Bau und die Instandhaltung einer Getreidemühle erforderte einiges technisches Wissen, erworben durch eine langjährige Ausbildung. Daher lagen oft die Berufe des Zimmerers und des Müllers dicht bei einander. Bekannte Zimmerer wurden oft Mühlenmeister.

## Leistungen
In einer Urkunde sind die Rechte einer Gilde festgehalten, die auf Veranlassung des Hofzimmermeisters Hans Bracke und des Schlentermüllers Franz Jorden u. a. durch Herzog Rudolf August und Herzog Anton Ulrich verliehen werden.

„Herzog Rudolf August und Herzog Anton Ulrich verleihen den Zimmerleuten von Wolfenbüttel auf Bitten von Meister Hans Ernst, Meister Franz Jordan, des Hofzimmermeisters Hans Bracke, des Festungszimmermeisters Heinrich Schrader sowie von Meister Hans Jürgen Donner, Meister Barthold Bracke, Meister Heinrich Schrader, Meister Bendix Helmeke und Meister Andreas Helms die Rechte einer Gilde und geben ihnen eine Ordnung in 20 Artikeln. So geben und geschehen in unserer vestung Wolffenbüttel den 30 ten Maii 1701“

Er war als Hofzimmerer an einer Reihe von Bauaufträgen am Schloss Salzdahlum und in der Alten Residenz in Wolfenbüttel tätig. Im Februar 1688 wurde das hinter dem Schloss gelegene Opernhaus eröffnet, das 1687 gebaut worden sein muss und für das 1688 noch geringe Beträge ausgegeben wurden. Vom Bauschreiber wird darin der Zimmermeister Hans Bracke genannt. Von Trinitatis 1696 bis Trinitatis 1697 wurden wiederum Rechnungen für Bauarbeiten am Neuen Schloss über 3.800 Taler verbucht, unter den Handwerkern wird wieder der Zimmermann Bracke genannt.
Das ehemalige Schloss Salzdahlum ließ Herzog Anton Ulrich zwischen 1689 und 1694 bauen, der Baumeister war Johann Balthasar Lauterbach. In einem fünfbändigen Werk, das alle Bauausgaben enthält, wird Christian Bracke als Zimmermeister aufgeführt. Das Schloss wurde aus Kostengründen vollständig aus Holz gebaut.
Beim Ausbau der Bibliotheksrotunde, der von 1705 bis 1713 dauerte, wirkte Christian Bracke ebenfalls mit. Es wurde eine Bausumme von 19.400 Talern genannt und diesmal war Bracke der Leiter des Zimmerwerkes. Er erlebte die Fertigstellung nicht mehr und starb im Jahr 1710.